# Nicolas-François Billecart
Nicolas-François Alexandre Billecart est un homme politique et négociant français, cofondateur avec son beau-frère Louis Salmon de la maison de Champagne Billecart-Salmon.

## Biographie
Nicolas-François Billecart est le fils de François Alexandre Billecart (1751-1808), négociant en vin, propriétaire de vignobles, et mayeur puis maire de Mareuil-sur-Ay. De tendance jacobine, il voulut avec l'aide de son cousin le juge Billecart-Herpin de Châlons-en-Champagne, imposer le culte de l'Être suprême dans sa ville. Une de ses nièces en joua le rôle, mais il n'y eut pas de suite à ce projet.
Sa famille est connue depuis le XVe siècle dans la région de Châlons-en-Champagne. Gervais Billecart, prévôt de Mareuil-sur-Ay et de Bisseuil, est inhumé en 1601 dans l'église paroissiale de cette ville. Certains vitraux sont marqués comme provenant d'un de ses dons, ils ont depuis été refaits grâce à la générosité de Nicolas-François Billecart. Ce dernier descend de Pierre Billecart, conseiller du roi et élu en l'élection de Châlons en 1610, puis d'une lignée de négociants et de notables de robe.
Il se marie le 17 mai 1820 à Mlle Élisabeth Salmon (1797-1850), issue d'une famille déjà bien installée à Mareuil-sur-Ay. Ce mariage lui permet d'avancer les fonds nécessaires au développement de la nouvelle maison de Champagne. Fondée en 1818 avec un capital de quarante-mille francs, elle se développe rapidement grâce au soutien de la famille Salmon et à l'entremise du courtier Graff.
Dès 1820, Nicolas-François s'installe dans les bâtiments (rue Carnot) qui forment le siège actuel de la maison Billecart-Salmon, situés en face de la demeure de Jean-Louis Salmon-Lepreux, le père d'Élisabeth. Il tenait déjà de son père 20 hectares de vignobles à Mareuil-sur-Ay, Chouilly et Chigny-la-Montagne.
Organisant la stratégie commerciale de son entreprise, il se décide avec son beau-frère Louis Salmon, œnologue, de produire des vins effervescents, malgré le peu de fiabilité de la champagnisation à cette époque. Après quelques essais peu prometteurs de vente en Russie, Nicolas-François Billecart se concentre sur la recherche des techniques de vinification, suivant les travaux de Jean-Baptiste François.
Dans les années 1830, la maison a considérablement grandie, notamment grâce au négociant messin Carl Mäyer. Des agences sont ouvertes en Europe, à Hambourg, Turin, Milan, mais aussi dans d'autres régions du monde : Istanbul, Valparaíso, Alger...
La maison Billecart-Salmon est en plus devenue fournisseur de la maison royale de Bavière, par l'entremise du prince Charles, conseiller privé du souverain.
Vers 1845, Nicolas-François est élu maire de Mareuil-sur-Ay. Il le restera jusqu'à sa mort, présidant son dernier conseil municipal, bien que très affaibli, en 1858. Son fils aîné, Charles Philippe Alexandre Billecart (1823-1888) lui succédera à la tête de l'entreprise.

## Postérité
- De nombreuses cuvées de millésime de la maison Billecart-Salmon portent son nom (2002, 2007...)
- Une rue de Mareuil-sur-Aÿ a été baptisée boulevard Nicolas François Billecart.
- Un buste réalisé en 2018 est exposé dans le bâtiment d'accueil de la maison Billecart-Salmon, son portrait originel étant conservé à l'abri.
- Une partie des vitraux de l'église paroissiale Saint-Hilaire lui est due.